# Tim Scott (homme politique)
Pour les articles homonymes, voir Tim Scott.
Timothy Eugene Scott, dit Tim Scott, né le 19 septembre 1965 à Charleston (Caroline du Sud), est un homme politique américain, membre du Parti républicain et sénateur de la Caroline du Sud au Congrès des États-Unis depuis 2013. Il est auparavant élu à la Chambre des représentants des États-Unis pour le 1er district congressionnel de l'État de 2011 à 2013.
Il est candidat aux primaires républicaines pour l'élection présidentielle de 2024 avant d'annoncer son retrait en novembre 2023.

## Biographie

### Jeunesse et études
Tim Scott est élevé par sa mère divorcée, Frances Scott, aide soignante, aidée par ses grands-parents, dans un milieu défavorisé.Ses deux frères sont des officiers dans les forces armées. Après avoir étudié la science politique à la Charleston Southern University (en), il fonde sa société d'assurance, Tim Scott Allstate, qui deviendra prospère et lui permettra d'acheter une maison à sa mère.

### Parcours politique local
De 1995 à 2008, Scott est membre du conseil du comté de Charleston pour le 3e district. En 1996, il obtient l'investiture républicaine pour le Sénat de Caroline du Sud dans le 42e district mais est battu. Il siège à la Chambre des représentants de Caroline du Sud pour le 117e district de janvier 2009 à janvier 2011.

### Mandats fédéraux

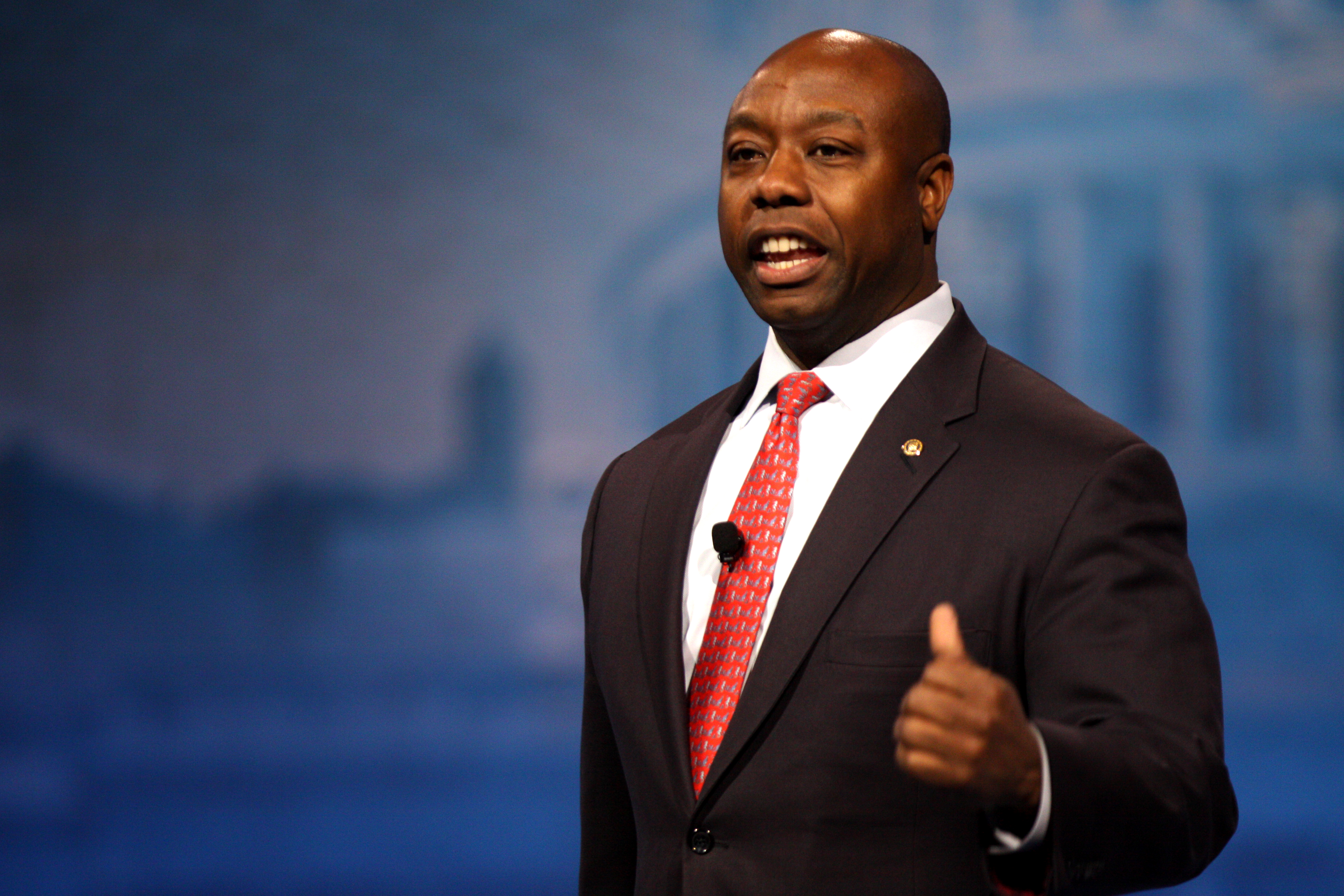
Tim Scott s'exprimant à la Conservative Political Action Conference (CPAC) de 2013.

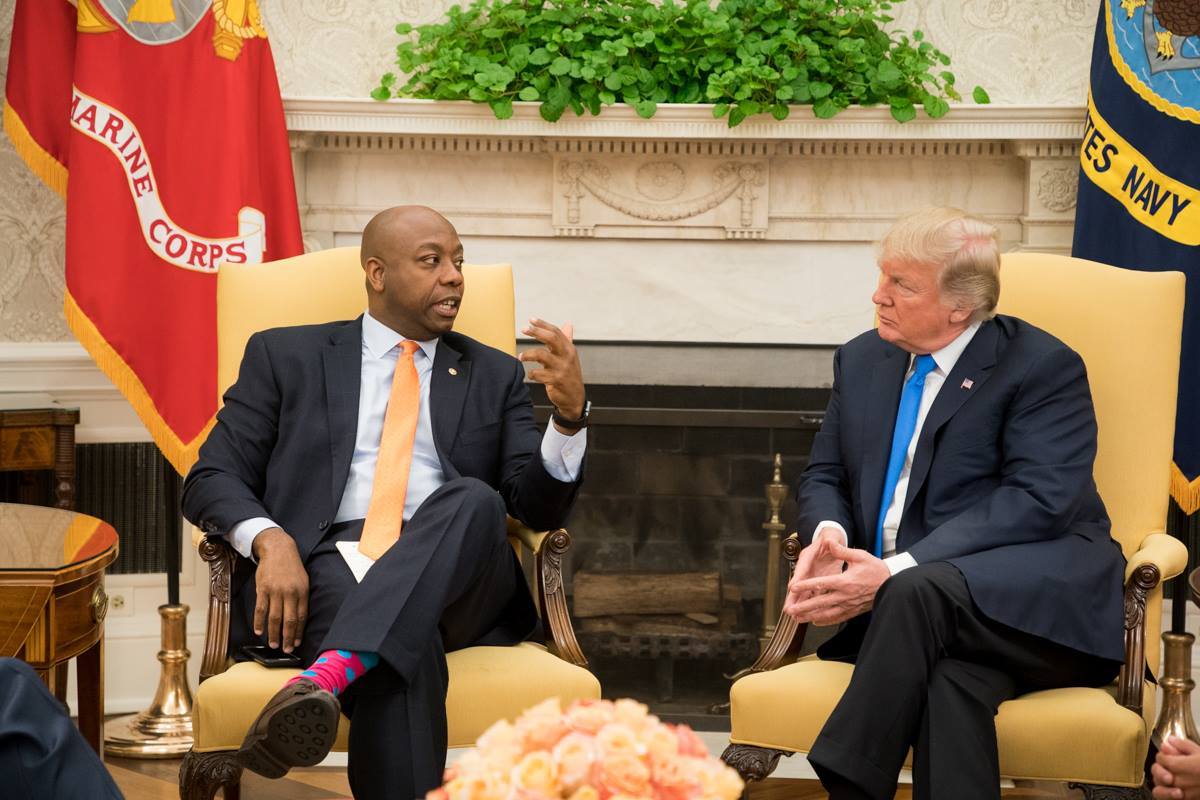
Tim Scott reçu par le président Donald Trump dans le Bureau ovale, en 2017.

Lors des élections de 2010, il se présente à la Chambre des représentants des États-Unis dans le 1er district congressionnel de Caroline du Sud. Il arrive en tête de la primaire républicaine avec 31,5 % des suffrages devant Paul Thurmond (en), fils du sénateur Strom Thurmond, à 16,3 %. Scott remporte facilement le second tour de la primaire avec 68,4 % des voix. Il est élu représentant avec 65,4 % des voix devant le démocrate Ben Frasier (28,7 %). Il devient le premier Afro-Américain républicain à représenter la Caroline du Sud au Congrès depuis la Reconstruction. Il est réélu avec 62 % des suffrages en novembre 2012.
Le 17 décembre 2012, Scott est nommé au Sénat des États-Unis par Nikki Haley, gouverneur de Caroline du Sud, à la suite de la démission du sénateur Jim DeMint, devenu président de la Heritage Foundation. Sa nomination prenant effet le 2 janvier 2013, il prête serment le lendemain. Il devient à cette date le premier sénateur fédéral Afro-Américain de Caroline du Sud. Il est élu pour terminer le mandat de DeMint lors des élections sénatoriales de 2014 face à la démocrate Joyce Dickerson (en), avec 61,1 % des voix. Il est alors le premier Afro-Américain à être élu au Sénat par un État du Sud des États-Unis depuis la Reconstruction.
Il est réélu pour un mandat complet lors des élections de 2016 face au démocrate Thomas Dixon, avec 60,6 % des voix. À partir de 2017, il s'associe étroitement avec le président Donald Trump au point que Politico le nomme « le républicain afro-américain le plus en vue en Amérique ».
Il est largement réélu pour un deuxième mandat complet lors des élections de 2022 face à la démocrate Krystle Matthews (en), avec 62,9 % des voix.
Au début du 119e congrès, il devient le sénateur afro-américain au mandat le plus long de l'Histoire. Il devient également le premier afro-américain à présider une commission permanente du Sénat en prenant la tête de la commission Banque, Logement et Affaires urbaines.

### Élection présidentielle de 2024
Le 12 avril 2023, il annonce la création d'un comité exploratoire en vue d'une candidature à l'élection présidentielle de 2024. Il déclare ensuite officiellement sa candidature aux primaires républicaines le 19 mai 2023. Il arrive troisième au sondage officiel de la Iowa State Fair qui se tient du 10 au 20 août 2023, derrière Ron DeSantis (16 %) et Donald Trump (42 %), avec 13 % des suffrages, un score largement supérieur à ses scores dans les intentions de vote au niveau national qui plafonnent à 3 %. L'Iowa est le premier État à voter lors des primaires avec le caucus étatique et Scott y est populaire auprès de la communauté évangélique, importante dans cet État. 
En novembre 2023, Tim Scott annonce suspendre sa campagne. Après les caucus de l'Iowa, il apporte en janvier 2024 son soutien à Donald Trump.
Il est alors perçu comme l'un des favoris pour devenir le candidat républicain à la vice-présidence en vue de l'élection générale. C'est finalement son collègue de l'Ohio, J. D. Vance, qui est choisi.

### Vie privée
Tim Scott est célibataire et sans enfant. Il réside à North Charleston, ville défavorisée de Caroline du Sud.
Il est chrétien évangélique et est membre de la Seacoast Church à Charleston.

## Positions politiques
Ultraconservateur, Tim Scott est un républicain appartenant à la faction la plus conservatrice du parti. Il est proche du mouvement Tea Party.
Il est opposé à l'avortement.
Il s'oppose à la notion de racisme systémique imprégnant la société. Selon lui, « les politiques prétendument anti-racistes des démocrates sont au contraire celles qui maintiennent les Noirs et les minorités dans la pauvreté, en les cantonnant notamment dans des écoles publiques ou en les rendant dépendants aux aides sociales ».[réf. nécessaire] Ainsi, en 2023, il dénonce la grande société de Johnson.